# Praktklipptuss
Praktklipptuss (Cynodontium fallax) är en bladmossart som beskrevs av Limpricht 1886. Praktklipptuss ingår i släktet klipptussar, och familjen Dicranaceae. Enligt den svenska rödlistan är arten nära hotad i Sverige. Arten förekommer i Götaland, Svealand, Nedre Norrland och Övre Norrland. Artens livsmiljö är skogslandskap. Inga underarter finns listade i Catalogue of Life.